# تاریخ سوئد (۸۰۰-۱۵۰۰)
دوران پیشاتاریخ سوئد حدود سال ۸۰۰ میلادی، هم‌زمان با آغاز عصر وایکینگ‌ها، به پایان می‌رسد. عصر وایکینگ‌ها تا میانهٔ سده ۱۱ میلادی ادامه داشت، زمانی که بیشتر اسکاندیناوی به مسیحیت گرویده بودند. سال‌های ۱۰۵۰ تا ۱۳۵۰ – زمانی که مرگ سیاه اروپا را فرا گرفت – قرون وسطی پیشین، و سال‌های ۱۳۵۰ تا ۱۵۲۳ – زمان تاج‌گذاری گوستاو واسا، که سوئد را یکپارچه کرد – سده‌های میانه پسین (قرون وسطای پسین) در نظر گرفته می‌شود.
در طی این مدت، سوئد رفته رفته یک ملت واحد شد. اسکاندیناوی به‌طور رسمی تا ۱۱۰۰ میلادی مسیحی گردید. اتحاد کالمار در بین کشورهای اسکاندیناوی در سال ۱۳۹۷ تأسیس شد و تا زمان به قدرت رسیدن گوستاو واسا دوام داشت.

## عصر وایکینگ‌ها
تا سده نهم، مردم اسکاندیناوی در قلمروهای کوچک ژرمنی و فرمانده سالاری که به عنوان خرده پادشاهی شناخته می‌شوند زندگی می‌کردند. این خرده پادشاهان بیشتر از افسانه‌ها و منابع پراکندهٔ اروپایی شناخته شده‌اند. مردم اسکاندیناوی جدا از دیگر کشورهای ژرمنی پدیدار شدند، و در این زمان بود که سفرهای جنگی (حملهٔ وایکینگ‌ها) به کشورهای خارجی افزایش چشمگیری یافت که نام عصر وایکینگ‌ها را به این دوره داده است. در این زمان دریاها، برای سفر از جنگل‌های داخلی اروپا و ناحیه‌های جداکنندهٔ پادشاهی‌های آن زمان که مارک نامیده می‌شدند، آسان تر بود.

### سفر به کشورهای دیگر

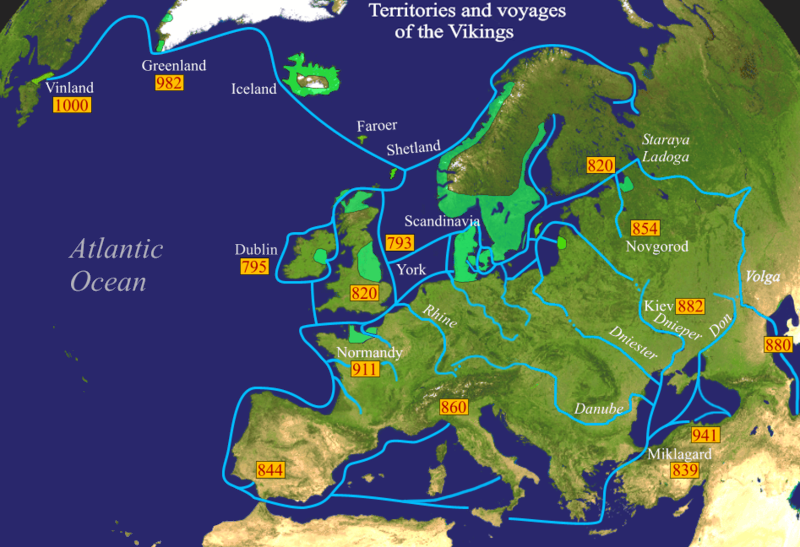
مسیر سفرهای وایکینگها (آبی رنگ)

در حالی که دانمارکی‌ها و نروژی‌ها به جنوب و باختر رفتند، سوئدی‌ها به خاور رفتند. سرزمین اصلی روسیه بزرگ بود و رودخانه‌های قابل کشتیرانی فراوان آن چشم‌انداز خوبی برای داد و ستد و البته گاهگاهی چپاول، ارائه می‌داد. این راه تماس با امپراتوری بیزانس و مسلمانان را برای آن‌ها به ارمغان آورد. از آنجا که شرق غنی و نیرومند بود، فعالیت وایکینگ به جای چپاول مانند اروپای غربی، بیشتر بر داد و ستد مسالمت‌آمیز متمرکز بود.
در سده ۹ میلادی، شهرک‌های اسکاندیناوی بزرگی در خاور دریای بالتیک ساخته شدند. «داستان سالهای گذشته» (مورخ ۱۱۱۳) می‌نویسد که چگونه وارانگی‌ها به کنستانتینوپل رسیدند، و به دریای سیاه و دریای خزر لشگرکشی کردند. پیامد لشگرکشی افسانه‌ای روریک (Rørik) و آسکولد (Haskuld) بنا نهادن اولین شهرک‌های دولت‌های روس، نووگورود و روس کیف بود که سلف دولت‌های دوک‌نشین بزرگ مسکو هستند. قبایل اسلاو در روسیه ضعیف بودند و پس از مقاومت اندکی به وایکینگ‌ها تسلیم شدند، اما خیلی زود فاتحانشان را با خود همسان کردند. پیوندهای سیاسی با روسیه در سال ۱۰۵۰ متوقف شد.
وارانگیها از داد و ستد خارجی خود ثروتمند شدند و مرکز تجارتشان را در شمال اروپا، در جزیره بریکا گسترش دادند. بریکا از جایی که بعدها استکهلم ساخته شد چندان دور نبوده‌است. گمان می‌رود که این شهر در سده ۱۱ میلادی ویران شده باشد، اما آثار بجامانده ثروت این شهر را در سده‌های ۹ و۱۰ میلادی نشان می‌دهند. هزاران گور، سکه، طلا و جواهر و دیگر اشیا لوکس در آنجا پیدا شده‌اند.
مکانهای دیگری در سوئد وجود دارد که در آن گنجینه‌های گرانبهایی یافت شده که داد و ستد گسترده بین سوئد و کشورهای شرق آسیا را آشکار می‌سازد.

### نخستین فرمانروایان
منابع سده‌های میانهٔ دانمارکی، نروژی، ایسلندی و انگلوساکسون، از پادشاهان سوئدی دوره مهاجرت که متعلق به خاندان اسکیلفینگ (Scylfing)، که با نام یونگلینگ‌ها (Ynglings) نیز شناخته شده‌است، نام می‌برند. بنا به برخی از منابع، مانند کتاب ایسلندی‌ها (Íslendingabók)، حماسه اینگلینگا (Ynglinga) و تاریخ نروژی، بنیان‌گذاری پادشاهی سوئد به آخرین سدهٔ پیش از میلاد بر می‌گردد.
قدمت برخی از این منابع مانند آنگلوساکسون ویدزایت (Anglo-Saxon Widsith) و بیوولف، به شکل امروزی خود ممکن است به سده ۸ میلادی برسند، اما سنت‌هایی را که به صورت سینه به سینه حفظ کرده‌اند بسیار کهن تر هستند. منابع بومی اسکاندیناوی پیش از سده ۹ میلادی به شکل شعر اسکالد (skaldic)، مانند اینگلیگاتال (Ynglingatal) هستند. از آنجا که منابع اسکاندیناوی تا سده ۱۱ میلادی نوشته نشده بود، اعتبار تاریخی آن‌ها بحث‌برانگیز است.
تاریخدانان در زمینه‌های گوناگون در ارزش منابع اختلاف نظر دارند. آن‌ها در چگونگی تعریف سوئد نیز باورهای گوناگون دارند و برخی با اشاره به فرق بین Sverige (نام سوئد از سوئدی مدرن) و Svea rike (نام سوئدی به شکل قرون وسطایی برای سوئد) به دو کشور متفاوت اشاره می‌کنند.
از آنجا که بسیاری از پادشاهان تنها در بخش‌هایی از قلمرو سوئد امروزی حکومت می‌کردند (نگاه کنید به پادشاهان نیمه افسانه‌ای سوئد)، اعتبار آن‌ها به عنوان پادشاهان سوئد شک‌برانگیز است.
«اریک پیروز» نخستین پادشاه بی چون و چرای سوئد است، که حدود سال‌های ۹۷۰ تا ۹۹۴ می‌زیسته. جانشین او شاه اولاف اسکوتکنونگ (حدود۹۶۰ تا۱۰۲۰) بود که نخستین پادشاه مسیحی سوئد شناخته می‌شود.

## مسیحیت
سوئدی‌ها با مسیحیت از سفرهای نخستین در تماس بودند. در سال‌های پایانی سده ۸ میلادی نفوذ مسیحیت بر آیین خاکسپاری در بخش‌هایی از سوئد، دیده می‌شود. آنگونه که توسط قدیسان ایرلندی در قرون وسطا نشان داده شده‌است، گمان بر این است راهبان مبلغ ایرلندی در برخی از بخش‌های سوئد فعال بوده‌اند.
راهب آنسگار (۸۰۱–۸۶۵) از جانب امپراتوری مقدس روم، نخستین کمپین معرفی مسیحیت در سوئد را انجام داد. آنسگار نخستین سفر خود را به بریکا در سال ۸۲۹ انجام داد، اجازه ساخت یک کلیسا به او داده شد و به عنوان یک مبلغ تا سال ۸۳۱ در آنجا ماند، سپس به خانه بازگشت و اسقف اعظم هامبورگ - برمن شد. در حدود سال۸۵۰، وی به بریکا بازگشت و آنجا دید که همزیستی پیشین رنگ باخته است. او کوشید دوباره آن همزیستی را برقرار کند، اما بیشتر از چند سال در آنجا نماند. کاوش‌های باستان‌شناسی در ورنهم، گورستان مسیحی ساخته شده در سال‌های پایانی سده ۹ میلادی را آشکار ساخت. در همان نقطه یک کلیسای سنگی در آغاز سده ۱۱ میلادی، و در اندکی دورتر صومعه ورنهم در سده ۱۲ میلادی بنا شده‌اند.
«اماند پیر» پیش از آنکه حدود سال ۱۰۵۰ به تاج و تخت برسد به مسیحیت گرویده بود. اما به دلیل کشمکش‌های خود با آدالهارد، اسقف اعظم برمن، استقلال کلیسای سوئد یک سده پس از آن به دست آمد. در سال ۱۰۶۰، شاه استنشیل بر تخت نشست. در آن زمان، مسیحیت بصورتی پایدار و محکم در سراسر سوئد، با قدرت مرکزی در وستریوتلاند، پایه‌گذاری شده بود. با این حال، مردم اوپلاند با مرکزیت اوپسالا، هنوز هم بر ایمان خود به بت‌پرستی پایبند بودند. آدالهارد موفق شد بت‌ها را در وستریوتلاند نابود کند، اما در متقاعد کردن استنشیل برای از بین بردن پرستشگاه باستانی اوپسالا ناتوان بود.
دانسته‌های ما از نخستین حاکمان این دورهٔ سوئد زیاد نیست. گمان می‌رود آخرین پادشاهی که به دین مادری خود وفادار ماند، بلوت – سوین بود که از ۱۰۸۴ تا ۱۰۸۷ پادشاهی کرد. بنا به افسانه‌ها، زمانی بلوت – سوین به پادشاهی رسید که سلفش شاه اینگه حاضر به قربانی کردن در اوپسالا نشد. برادر زنش سوین پا پیش گذاشت و با قربانی کردن موافقت کرد، او به بلوت (به معنی قربانی) معروف شد. اینگه سه سال بعد انتقام گرفت. زمانی که او با یک نیروی بزرگ وارد اوپسالا شد، خانه بلوت- سوین به آتش کشیده شد و او را هنگام فرار کشتند.
در زمان اریک قدیس (۱۱۵۰–۱۱۶۰) کلیسای سوئد می‌رفت تا به شکل قرون وسطایی سازماندهی شود. بنا به یک افسانهٔ سده ۱۳ میلادی، اریک اولین جنگ صلیبی سوئد با فنلاند را دوشادوش اسقف هنری، آغاز کرد؛ بر آن‌ها پیروز شد و کلیساهای بسیاری در آنجا ساخت. هیچ مدرک تاریخی از جنگ صلیبی یاد شده بجا نمانده‌است.

## سده‌های میانه

### همبستگی
بنا بر مدارک موجود در سده ۱۱ میلادی و ۱۲ میلادی سوئد کما بیش شامل استان‌های خودمختار بوده‌است. اولاف شوتکنونگ، پادشاه سویالاند بود اما نمی‌دانیم که آیا گسترهٔ قلمرو او شامل تمام یوتالاند بوده یا نه. پس از اولاف فرمانروایی کشور در موارد متعدد بین حاکمان‌های مختلف تقسیم شده بود. گفته می‌شود که شاه سورکر یکم (۱۱۳۴–۱۱۵۵) گوتالاند و سویالاند را به گونه‌ای پایدار یکپارچه کرد.
سده‌های بعد سوئد شاهد رقابت بین دو خاندان بود، خاندان سورکر در استان اوسترگوتلاند، و خاندان اریک در استان واستریوتلاند.

### سدهٔ سیزدهم

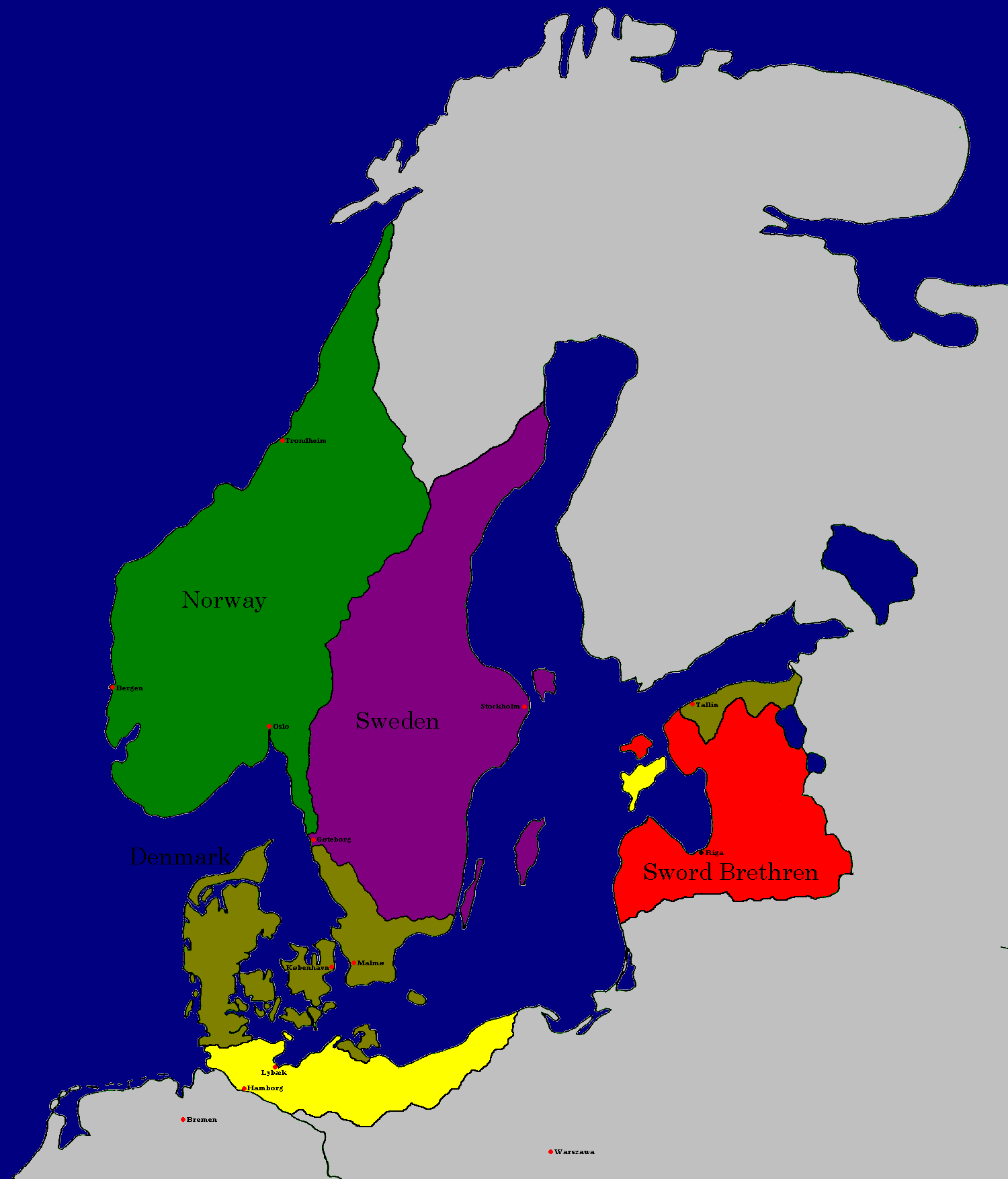
کشورهای اسکاندیناوی در سدههٔ ۱۳ و آغاز سدهٔ ۱۴ میلادی)

بزرگترین دولتمرد سده‌های میانهٔ سوئد و یکی از معماران اصلی پیدایش آن به عنوان یک کشور، یارل بیرگر (ولیعهد بیرگر) رئیس دولت بود، که از ۱۲۴۸ تا ۱۲۶۶ حکومت کرد. او امروز به عنوان بنیانگذار استکهلم و به عنوان آفرینندهٔ قانون‌های ملی، ستوده می‌شود. اصلاحات خردمندانهٔ او راه را برای لغو رعیت‌داری هموار کرد. احترام و قدرت فراوانی که بعدها درباریان مدیون یارل بیرگر بودند توسط پسرش، ماگنوس لادولاس (۱۲۷۵–۱۲۹۰) بیشتر شد. هر دو این پادشاهان، با بنیانگذاری دوک نشینهای جداگانه و تقریباً مستقل، به معرفی یک سیستم فئودالی مشابه آنچه که در آنزمان در جاهای دیگر اروپا وجود داشت اقدام کردند و از خطر تضعیف قلمرو که از این بخش‌بندی ناشی می‌شد جلوگیری نمودند، اما نه بدون درگیریهای خشونت‌آمیز و غم‌انگیز با حزب مخالف، فلکونگ. (واژهٔ فلکونگ بعدها نیز در اشاره به فرزندان یارل بیرگر که خاندان سلطنتی دودمان بیلبو را تشکیل دادند، بکار رفت) در نهایت، در سال ۱۳۱۹، بخش‌های جدا شدهٔ سوئد یک بار دیگر به هم پیوستند.
تشکیل رسته‌های جدا (گروه بندی جامعه)، توسط ماگنوس لادولاس پیشنهاد شد که امتیازات روحانیان را گسترش داد و در واقع پایه‌گذاری رسمی اشرافیت سوئدی بود (فرمان آلسنو ۱۲۸۰ را ببینید). در این سازمان از سواره نظام سنگین اسلحه به عنوان هسته ارتش ملی نام برده می‌شود. شوالیه‌ها (اشراف جدید) با ردهٔ اشرافیت بالاتری از شهروندان متمایز شدند. پیدایش یک کلاس شهری برجسته مشخصهٔ این دوره است، چرا که در این دوره شهرها کم‌کم دارای منشور شدند. در پایان سده ۱۳ و در آغاز سده ۱۴ میلادی، بندهای قانون‌های استانی پدید آمدند که پادشاه و شورایش و نیز مقام‌های مقننه و قضایی به آن‌ها عمل می‌کردند.
اگر چه فرهنگ و زبان سوئدی به سمت شرق در سراسر جزایر الند و در امتداد آنچه در حال حاضر مناطق ساحلی فنلاند است، گسترده شده بود، دومین جنگ‌های صلیبی سوئدی که یارل بیرگر در واپسین سال‌های دههٔ ۱۲۴۰ آغاز کرد، به عنوان زمانی در نظر گرفته می‌شود که سرزمینی که اکنون به نام فنلاند می‌شناسیم، به دولت سوئد پیوسته شد. این منطقه تا سال ۱۸۰۹ بخشی جدایی ناپذیر از سوئد باقی ماند، مرکزیت آن شهر آبو (تورکو فنلاندی) بود.

### اتحاد بین سوئد و نروژ
نخستین اتحاد بین سوئد و نروژ در سال ۱۳۱۹ رخ داد زمانی که ماگنوس سه ساله، پسر دوک اریک سوئدی و شاهدخت نروژی اینگه بورگ، تاج و تخت نروژ را از پدربزرگش هاکون پنجم به ارث برده و در همان سال توسط کنوانسیون اسلو به عنوان پادشاه سوئد انتخاب شد. کم سنی پادشاه جوان نفوذش را در هر دو کشور کم کرد، و مگنوس پادشاهی هر دو کشور را پیش از مرگش از دست داد. سوئدی‌ها، که به دلیل بدی مدیریتش آزرده بودند برادرزاده اش، آلبرت مکلنبورگ را در سال ۱۳۶۵ جایگزین او کردند. در سوئد، جانبداری‌های ماگنوس به‌طور مستقیم، منجر به پیدایش یک طبقهٔ زمیندار اشرافی قدرتمند و به‌طور غیر مستقیم، به رشد آزادی‌های مردمی انجامید. در سال ۱۳۵۹ پادشاه به اولین پارلمان ایالت‌ها فراخوانده شد، که به مناسبت آن نمایندگان شهرها دعوت شدند تا در کنار اشراف و روحانیان حاضر شوند. جانشین او، آلبرت، مجبور شد یک گام بیشتر بردارد و در سال ۱۳۷۱ نخستین آیین سوگند تاجگذاری را انجام داد.

### اتحاد کالمار
در سال ۱۳۸۸، به درخواست خود سوئدی‌ها در همایش نمایندگان سه پادشاهی اسکاندیناوی، مارگارت اول دانمارک، آلبرت را برکنار کرد، برادرزاده بزرگتر مارگارت، اریک پومرانی، به عنوان پادشاه مشترک انتخاب شد، با این وجود آزادی هر یک از این سه قلمرو محفوظ و مورد تأیید قرار گرفت. این یک اتحاد سیاسی نبود، بلکه شخصی بود. اینکه در هر یک از سه کشور تنها بومیان می‌توانستند زمیندار و دارای مقام‌های بالا باشند قیدهایی بودند که نه مارگارت و نه جانشینانش مشاهده نکردند، و تلاش ازسوی دانمارک (که در آن زمان قوی‌ترین عضو اتحادیه بود) به تحمیل خواسته‌هایش بر کشورهای ضعیف تر اتحادیه به جدایی آن‌ها انجامید. سوئدی‌ها نخست در سال ۱۴۳۴ به فرماندهی رهبر محبوب خود انگلبرکت انگلبرکتسون از این اتحاد گسستند، و پس از کشته شدن او، آن‌ها در سال ۱۴۳۶ کارل کنوتسونبوند را تحت عنوان کارل هشتم به پادشاهی برگزیدند. در سال ۱۴۴۱ کارل هشتم به سود کریستوفر بایرن، که در آنزمان پادشاه دانمارک و نروژ بود از مقام خود کناره‌گیری کرد، هر چند پس از مرگ کریستوفر در سال ۱۴۴۸، گونه‌ای سردرگمی موجب شد که کارل هشتم دو بار پیاپی به مقام سلطنت برسد و برکنار شود. در نهایت، پس از مرگ او در سال ۱۴۷۰، سه پادشاهی تحت فرمان کریستیان دوم دانمارک متحد شدند، اتحادی که به سود اسقف‌ها و اشراف بلند مرتبهٔ سوئد بود.